# Szabadi István (politikus)
Szabadi István (Kecel, 1971. augusztus 12. –) médiavállalkozó, közszereplő, politikus, a Mi Hazánk Mozgalom pártigazgatója, Bács-Kiskun vármegyei elnöke, Bács-Kiskun vármegye közgyűlésének és Kiskunhalas Város Önkormányzatának önkormányzati képviselője.

## Iskolák, család, foglalkozás
Két leány gyermeke van. 1997 óta McKenzye Produkció néven rendező-producerként, szerzőként show-műsorokat készít. 2011 óta a McKenzye Fish Group Hungary Kft. ügyvezetője, többségi tulajdonosa.

## Politikai pályája
2016-ban alapítója és első elnöke (2018. július 30-ig) az Új Magyar Front Mozgalom Pártnak, amely a 2018-as magyarországi országgyűlési választáson jelölőszervezetként indította a Bács-Kiskun megyei 5. sz. országgyűlési egyéni választókerületben.
2018-ban csatlakozott a Mi Hazánk Mozgalomhoz, ahol megbízott Bács-Kiskun vármegyei elnöki és operatív igazgatói megbízást látott el.
A 2019-es európai parlamenti választáson a Mi Hazánk Mozgalom listájának 40. helyén jelölte a párt.
A 2019-es magyarországi önkormányzati választáson a Mi Hazánk megyei közgyűlési listavezetőjeként indult, és a Bács-Kiskun megyei közgyűlésben, valamint Kiskunhalas Város Önkormányzatában önkormányzati képviselői mandátumot szerzett.
2020 szeptemberében a Mi Hazánk Mozgalom elnöksége – az augusztusi tisztújító kongresszust követően – pártigazgatóvá választotta.
A 2022-es magyarországi országgyűlési választáson a Mi Hazánk Mozgalom országos listájának 5. helyéről országgyűlési képviselői mandátumot szerzett.